# Huis Raeren

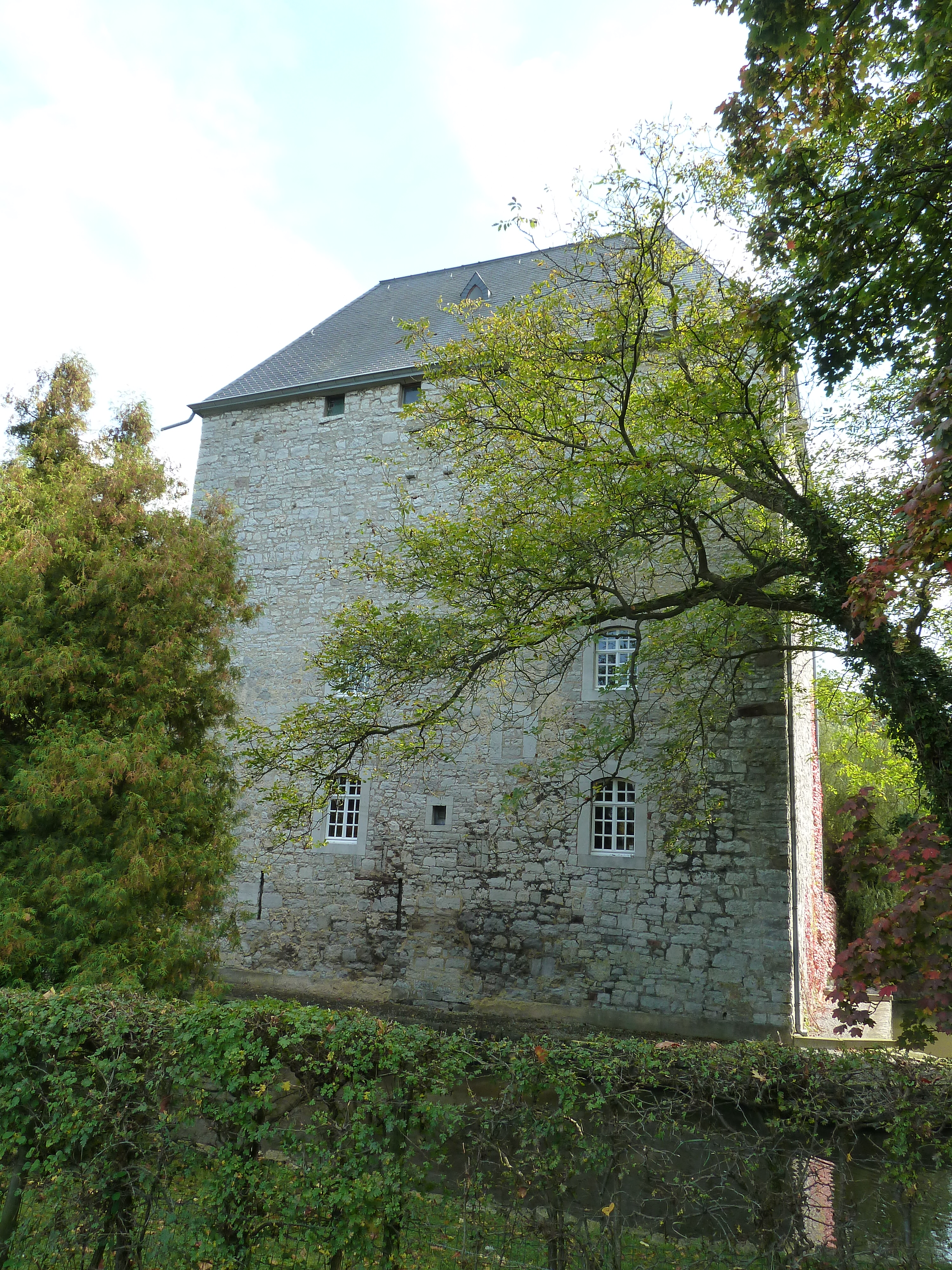
Huis Raeren

Huis Raeren (ook:Haus Schwartzenberg) is een donjon in de Belgische plaats Raeren, gelegen aan de Burgstraße, vlak bij het Kasteel van Raeren.

## Geschiedenis
Deze omgrachte donjon werd in de 14e eeuw gebouwd in natuursteenblokken. Waarschijnlijk was hier sprake van de oorspronkelijke zetel der heerlijkheid. Het bouwwerk bleef grotendeels ongewijzigd. Wel werden er grotere vensters aangebracht en kwam er een dak, dat een oude weergang deels afdekte. De grachten, gevoed door de Iterbach, zijn nog aanwezig, evenals delen van de neerhof. In de 18e eeuw werden vensters aangebracht in Lodewijk XV-stijl.
Omstreeks 1400 was ene Carsilius von der Roetschen de eigenaar. In de 16e en 17e eeuw was het goed in handen van de familie Von Schwartzenberg. Uiteindelijk kwam het in 1917 in handen van de familie Blank, die het nog steeds bezit.
Het betreft een massieve torenstructuur met rechthoekige plattegrond. Het gebouw is te betreden via de oostzijde, waar zich een pleintje en een stenen brug bevinden.